# Шевченко Микита Григорович
Шевченко Микита Григорович (16 травня (28 травня) 1811, Моринці — 25 січня (6 лютого) 1878, Кирилівка) — старший брат Тараса Шевченка. Вів листування з поетом, зображений у повісті «Княгиня».

## Життєпис

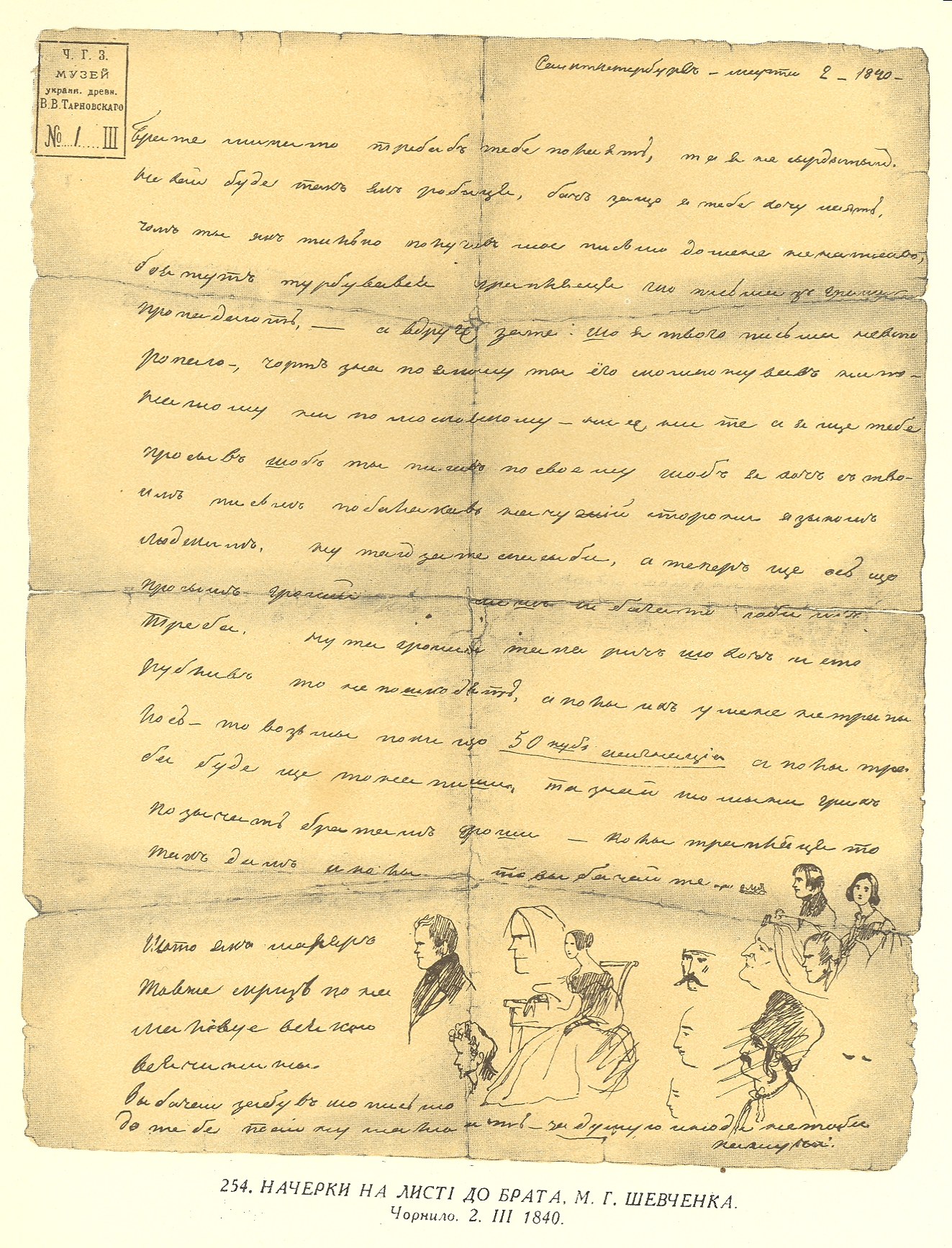
Лист Тараса Шевченка до брата Микити. 1840 рік

Микита Шевченко народився 16 травня (28 травня) 1811 року, або, за іншою версією, 22 квітня того ж року в селі Моринці Звенигородського повіту в селянській родині. Був четвертою дитиною і старшим сином кріпака Григорія Шевченка та його дружини Катерини.
Чумакував з батьком. Був добрим теслею і стельмахом. У 1827 році Тарас жив деякий час у Микити, який намагався привчити брата до землеробства або стельмаства, однак Тарасу не подобалися ці зайняття і згодом він пішов наймитом до священника Григорія Кошиця.
Поет листувався з Микитою (збереглися листи від 15 листопада 1839 та 2 березня 1840), як найстаршому братові Тарас надсилав Микиті гроші для допомоги йому та іншим рідним. Під час подорожей поета в Україну брати зустрічалися в 1843, 1845 і 1859 роках. Після останньої зустрічі поет став займатися звільненням братів та сестри Ярини з кріпацтва, згодом це йому вдалося завдяки підтримці літературної громадськості.
У повісті «Княгиня» Шевченко згадав Микиту в епізоді, коли малий Тарас пішов шукати «залізні стовпи, що небо підпирають». Також у повісті згадує, що Микита з батьком їздили до Одеси.
Був поручителем свого молодшого брата Йосипа під час його вінчання з Матроною Шевченко 28 листопада 1841 року.
Згідно зі спогадами Варфоломія Шевченка, після повернення з мандрівки до «залізних стовпів» Микита хотів побити брата, однак тоді за Тараса заступилася сестра Ярина. Біограф поета, Олександр Кониський, сумнівався в правдивості цих свідчень.
Перед смертю батько доручив господарювання в домі старшому синові Микиті. Після того як він навчився стельмахувати та «дійшов до зросту» (тобто підріс), дід Іван оженив його.
Тарас Шевченко піклувався про звільнення брата із кріпацтва.
Під час перепоховання поета Микита зустрічав домовину брата в Києві й супроводжував її до Канева. Пізніше займався доглядом могили. Надав важливі відомості дослідникам про життя брата.
Згідно з метричною книгою, Микита Шевченко помер 25 січня (6 лютого) 1878 від старості у 71-річному віці в селі Керелівка. Як зазначав Юрій Мариновський, зазначений вік суперечить традиційній даті народження Микити у 1811 році.

## Родина
Згідно з дослідженням Юрія Мариновського, Микита одружувався двічі. Уперше з Євдокією Корніївною Ігнатенко в жовтні 1829 року. Євдокія померла від пологів 23 березня 1840 року. У шлюбі народилися:
- Сава (3 грудня 1831 — ?)
- Надія (19 вересня 1834 — ?)
- Іоанн (30 березня 1837 — 7 квітня 1837)
- Іоанн (11 листопада 1838 — 25 березня 1839)

Удруге одружився 25 квітня 1840 року з Палажкою Гнатівною Кириченко. У цьому шлюбі народилися:
- Феодот (? — 8 червня 1841)
- Олександра (20 березня 1842 — 20 квітня 1842)
- Феодор (? — 28 червня 1842)

Також у метричних книгах згадуються інші сини Микити Шевченка: Родіон, Прокопій та Петро.
Згідно з Дмитром Красицьким, усього в Микити було дванадцять дітей, з яких вижили Петро, Прокіп та Ярина.
Також Микита піклувався про молодшу сестру Марію, яка осліпла в три роки від трахоми і жила в родині брата.
Прапрапраонука Микити — Ольга Михайлівна Шарапа є ініціатором створення і директором Музею «Кобзаря» Т. Г. Шевченка в Черкасах.

## Листування з братом
Вів листування з братом Тарасом, відомі два листи поета: від 15 листопада 1839 та 2 березня 1840. Припускають, що існували і більш ранні листи, відповіді Микити не збереглися. Висловлювалася думка, що Тарас листувався з Микитою, бо саме він, після смерті батька, став головою родини. Разом з другим листом Тарас відіслав 50 карбованців, які в нього просив Микита. З обох сторін аркуша того листа Тарас намалював кілька начерків, серед яких три автопортретні профілі. Припускається, що один з інших профілів зображує Карла Брюллова. Тарас так пояснював у листі ці малюнки: «Що-то як маляр, то вже скрізь понамальовує всякої всячини. Ти вибачай, забув, що письмо до тебе, та й ну малювать — задумую іноді, не тобі кажучи…»

## У культурі
У телесеріалі Тарас Шевченко. Заповіт, роль Микити Шевченка зіграв актор Дмитро Базай.